# José Iraragorri
José Iraragorri Ealo (Galdakao, 1912. március 16. — Galdakao, 1983. április 27.), becenevén „Chato”, spanyol labdarúgócsatár, edző.